# Les Petites du quai aux fleurs
Pour plus de détails, voir Fiche technique et Distribution.
Les Petites du quai aux fleurs est un film français réalisé par Marc Allégret, sorti en 1944.

## Synopsis
Un brave libraire (André Lefaur) élève seul ses quatre filles qu'il emploie toutes dans sa boutique. Elles sont surtout intéressées par leurs histoires sentimentales. Rosine (Odette Joyeux), la plus jeune, tombe amoureuse de Francis (Louis Jourdan), le fiancé d'Édith (Simone Sylvestre), l'aînée. Mais Francis la repousse et Rosine annonce qu'elle va se suicider. Bertrand (Bernard Blier), un jeune médecin, décide de l'en empêcher en veillant sur elle. Après quelques péripéties, tout finit par s'arranger. Édith garde son fiancé, le père, auquel on a caché l'aventure, retrouve le cours habituel de sa vie et Bertrand et Rosine se retrouvent seuls.

## Fiche technique
- Titre : Les Petites du quai aux fleurs
- Réalisation : Marc Allégret
- Scénario : Marcel Achard et Jean Aurenche
- Dialogues : Marcel Achard
- Musique : Jacques Ibert
- Photographie : Henri Alekan
- Son : Emile Lagarde
- Maquilleur : Hagop Arakelian
- Montage : Henri Taverna
- Décors : Paul Bertrand et Auguste Capelier
- Société de production : CIMEP - Compagnie Cinématographique Méditerranéenne de Production
- Directeur de production : Maurice Refrégier
- Lieux du tournage : Studios de la Victorine, Nice[1]
- Pays de production :  France
- Format : Noir et blanc — 35 mm — 1,37:1 — Son : Mono
- Genre : Comédie dramatique
- Durée : 92 minutes
- Date de sortie : 
  - France : 27 mai 1944

## Distribution
- Odette Joyeux : Rosine
- Simone Sylvestre : Édith
- Colette Richard : Indiana
- Danièle Delorme : Bérénice
- André Lefaur : Frédéric Grimaud
- Bernard Blier : le docteur Bertrand
- Louis Jourdan : Francis
- Jacques Dynam : Paulo
- Gérard Philipe : Jérôme Hardy
- Marcel Pérès : l'agent 55 de Fontainebleau
- Raymond Aimos : l'homme qui rapporte le sac
- Marcelle Praince : Mme d'Aiguebelle
- Roland Armontel : le professeur
- Jane Marken : Mme Chaussin
- Jacques Lavialle
- Adriana Benetti

acteurs non crédités
- Robert Pizani : un médecin
- Daniel Gélin : le contrôleur du métro
- Simone Arys
- Arsenio Freignac
- Maguelonne Samat
- Robert Sidonac

## Autour du film
Aux côtés des acteurs déjà confirmés que sont Odette Joyeux et Bernard Blier,  on trouve de jeunes comédiens alors au début de leur carrière : Louis Jourdan, Danièle Delorme, Gérard Philipe, Daniel Gélin. C'est la dernière apparition à l'écran d'André Lefaur. Odette Joyeux raconte :

« André Lefaur, mon père dans cette histoire, était notre doyen. Il savait nous amuser avec gentillesse, ayant toujours en réserve de petites histoires à nous raconter. Avec Bernard Blier, Gérard Philipe, Danièle Delorme, nous étions des gamins par rapport à lui et ne pouvions que prendre plaisir à l'écouter. Ce tournage s'est déroulé sous le signe de la bonne humeur [...]. »

— Christian Gilles, Le cinéma sous l'Occupation - 1940-1944 ; interviews exclusives, L'Harmattan